# Tharad (stato)
Lo Stato di Tharad (talvolta indicato come Stato di Tharad e Morvada) fu uno stato principesco del subcontinente indiano, avente per capitale la città di Tharad.

## Storia
Lo stato includeva 51 villaggi ed era governato dal ramo dei Vaghela dei Rajputs, i quali ottennero per la prima volta il possedimento di Morvada nel 1508 come governatori, ma poterono costituire ufficialmente lo stato indipendente di Tharad solo nel 1759 dal nababbo del Radhanpur.
Tharad siglò nel 1820 un accordo col quale lo stato diveniva protettorato britannico. Nel 1826 vennero intrapresi nuovi accordi con la Gran Bretagna dove si stabilì l'assoggettamento al governo britannico in India ma l'esenzione dal pagamento di tributi agli inglesi.

## Governanti

### Thakore Saheb
- Thakore Shri Khanji (r. 1759 - 1786)
- Thakore Shri HARBHAMJI KHANJI (r. 1786 - 1823)
- Thakore Shri KARANSINHJI KHANJI (r. 1823 - 1859)
- Thakore Shri KHENGARSINHJI VANAJI (r. 1859 - 1892)
- Thakore Shri ABHAISINHJI KHENGARJI (r. 1892 - 1910)
- Thakore Shri DAULATSINHJI ABHAISINHJI (r. 1910 - 1921)
- Thakore Shri BHIMSINHJI DAULATSINHJI (r. 1921 - 1948)